# Estación Pretot Freyre
Pretot Freyre es una estación ferroviaria ubicada en la localidad del mismo nombre, Departamento Río Cuarto, Provincia de Córdoba, República Argentina.

## Servicios
No presta servicios de pasajeros. Por sus vías corren trenes de carga de la empresa estatal Trenes Argentinos Cargas.

## Historia
En el año 1886 fue inaugurada la estación, por parte del Ferrocarril Buenos Aires al Pacífico.